# Brevik, Lidingö
Brevik är en tidigare tätort i Lidingö kommun som omfattar bebyggelsen på hela östra delen av södra Lidingön. Brevik är även ett delområde (kommundel / stadsdel) i kommunen. I väster vidtar kommundelen Mölna, i nordost gränsar Brevik till Käppala och i norr till Stockby samt Kottlasjön. I söder sträcker sig Lilla Värtan och Halvkakssundet. Brevik har sitt namn efter Breviks gård vars huvudbyggnad revs 1987. På platsen står idag några flerbostadshus och Breviks centrum med Lidingöbanans hållplats Brevik. 

## Definitioner
Brevik definierades som egen tätort av SCB. Som sådan innefattades hela östra delen av södra Lidingön med en befolkning på drygt 8 000 personer (2005). Detta beror på att avståndet mellan bebyggelsen längs Utsiktsvägen i västra delen Högberga ligger något mer än 200 meter från bebyggelsen vid Mölnavägen i östra delen av Mölna. 2015 sammanväxte tätorten med Lidingö tätort.

## Historia

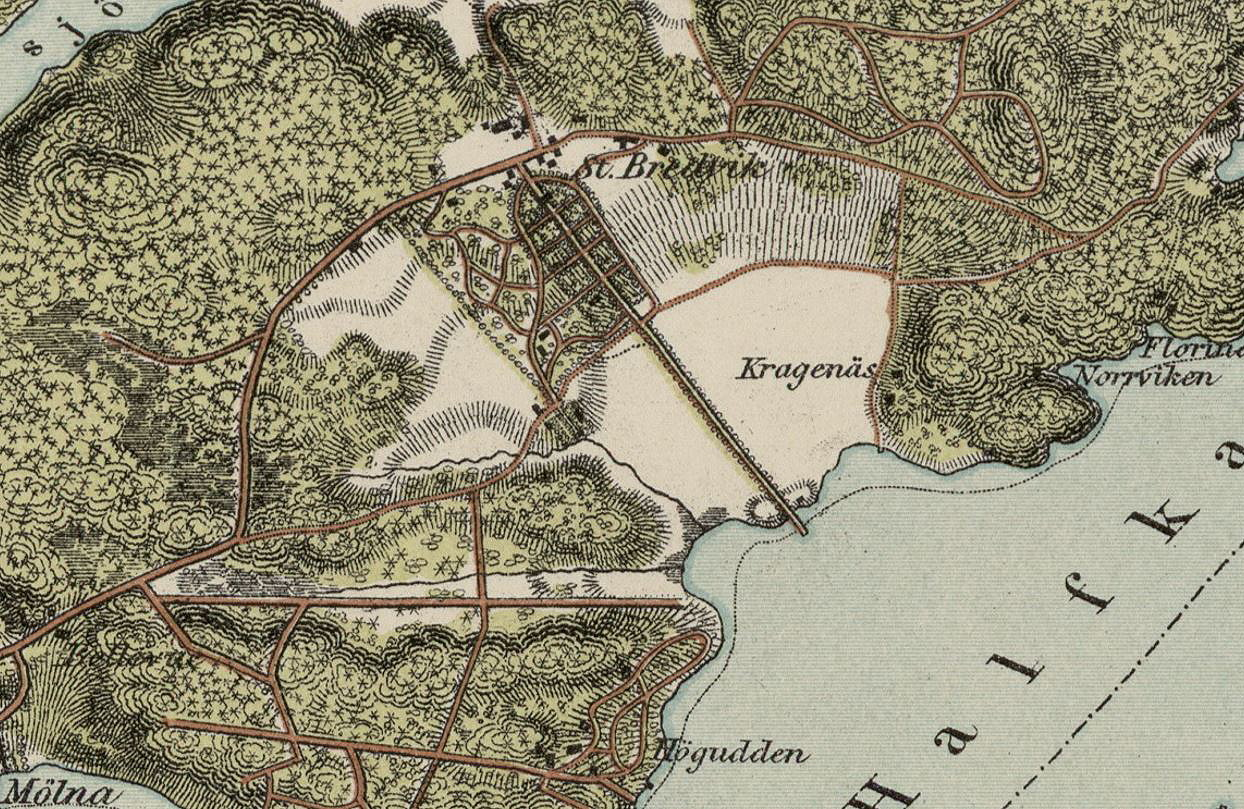
Stora Bredvik, 1860-tal.

Ortnamnet Brevik betyder ”breda viken”. Gården omnämns 1498 i Jöns Ulfssons jordebok som Bredewijk. Brevik tillhörde några av de första större lantbruksgårdar som etablerades på Lidingön under tidigt 1300-tal. I slutet av 1400-talet blev hela Lidingö en del av Djursholms godset som styrdes av släkten Banér. 1774 upplöstes Djursholms fideikommiss och Lidingös gårdar såldes.
I början av 1800-talet uppfördes en ny huvudbyggnad till Breviks gård som beboddes från cirka 1824 och fram till 1879 av kofferdikapten Per Anders Nordvall (1794-1840) och hans hustru Maria Vilhelmina. Man antar att Nordvall köpte Breviks gård av Banérs. 
År 1879 brann mangården ner. Året efter tog kapten Erik Ström (1820-1888) över gården och lät uppföra en ny huvudbyggnad. Den fick två våningar mot norr och tre mot söder och gestaltades i tidens lätta arkitektur för sommarvillor med en två våningar hög, inglasad veranda och allehanda lövsågerier. Egendomen förvärvades 1884 av Jean Bolinder, som några år senare sålde den vidare till juristen och företagaren Gustaf Holm, verkställande direktör för bokförlaget P.A. Norstedt & Söner. 
År 1907 började en ny epok i Breviks historia när Fastighets AB Lidingö-Brevik bildades för att exploatera Brevik som villastad. Bakom projektet stod finansmannen Allan Abenius. Han lät stycka upp marken för att anlägga ”den vita villastaden vid segelleden” och bosatte sig själv i den efter honom uppkallade Abeniuska Villan vid dagens Östra Allén 6. Projektet var lyckosamt och med sitt exklusiva läge vid segellederna Halvkakssundet och Lilla Värtan blev Brevik mycket populär bland välbärgade Stockholmare. Storhetsperioden för Lidingö-Breviks villastad var på 1910-talet då påkostade villor i jugendstil som Högberga gård, Villa Klippudden och Villa Roskull uppfördes efter ritningar av kända arkitekter.
Under första världskriget, den stora depressionen på 1930-talet och under andra världskriget avstannade byggproduktionen nästan helt för att åter komma igång på 1960-talet och därefter. Breviks en gång så ståtliga huvudbyggnad förvanskades under tiden allt mer och saknade också kulturhistoriskt värde. Huset revs slutligen i september 1987 för att ge plats åt nuvarande bebyggelsen med flerbostadshus och centrumanläggning som invigdes fem år senare. Herrgårdsstigen och kvarteret Breviks gård påminner fortfarande om den historiska gården.

## Befolkningsutveckling

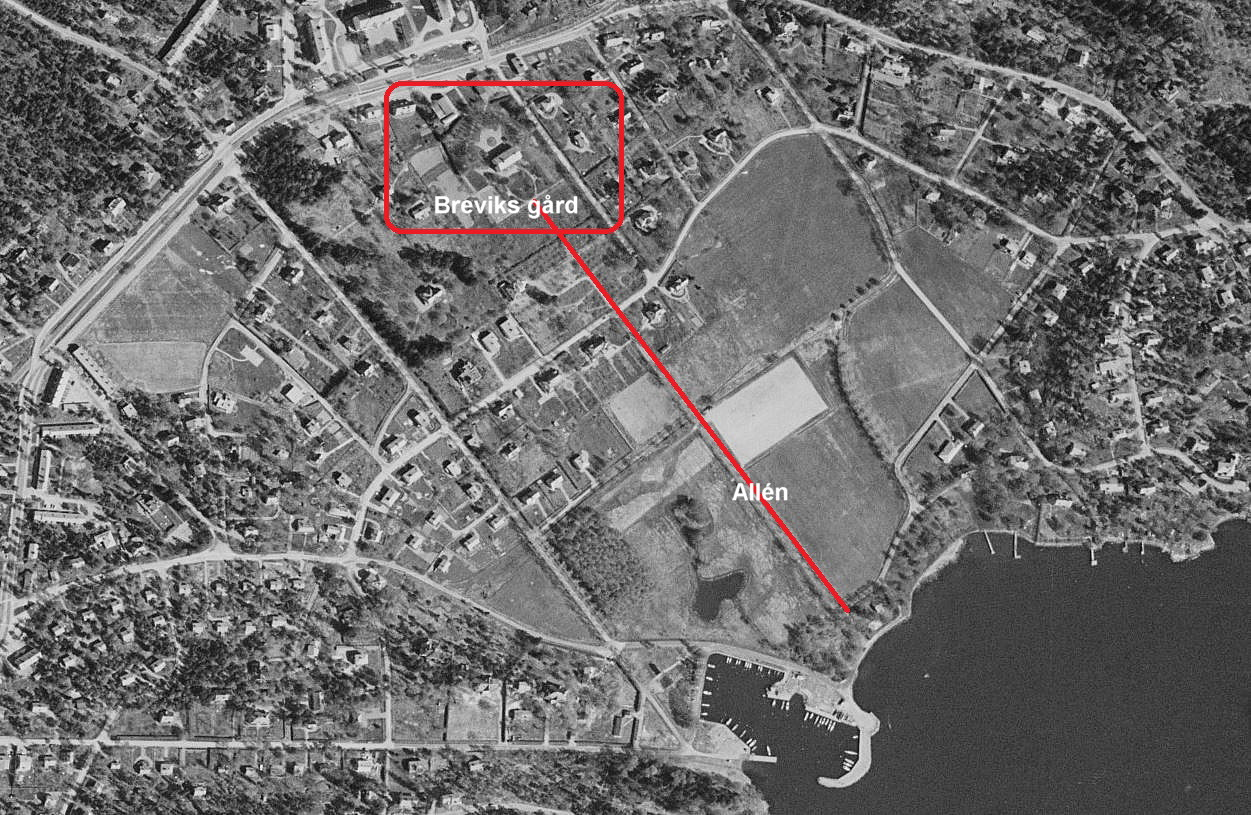
Breviks herrgård med omgivning på 1960-talet.

| Befolkningsutvecklingen i Brevik 1950–2010                | Befolkningsutvecklingen i Brevik 1950–2010 | Befolkningsutvecklingen i Brevik 1950–2010 | Befolkningsutvecklingen i Brevik 1950–2010 | Befolkningsutvecklingen i Brevik 1950–2010 |
| --------------------------------------------------------- | ------------------------------------------ | ------------------------------------------ | ------------------------------------------ | ------------------------------------------ |
|                                                           |                                            |                                            |                                            |                                            |
| År                                                        |                                            |                                            | Folkmängd                                  | Areal (ha)                                 |
| 1950                                                      | 1950                                       |                                            | 3 379                                      |                                            |
| 1960                                                      | 1960                                       |                                            | 5 058                                      |                                            |
| 1965                                                      | 1965                                       |                                            | 6 092                                      |                                            |
| 1970                                                      | 1970                                       |                                            | 5 780                                      |                                            |
| 1975                                                      | 1975                                       |                                            | 5 850                                      |                                            |
| 1980                                                      | 1980                                       |                                            | 6 052                                      |                                            |
| 1990                                                      | 1990                                       |                                            | 6 136                                      | 387                                        |
| 1995                                                      | 1995                                       |                                            | 6 660                                      | 397                                        |
| 2000                                                      | 2000                                       |                                            | 7 074                                      | 398                                        |
| 2005                                                      | 2005                                       |                                            | 8 024                                      | 398                                        |
| 2010                                                      | 2010                                       |                                            | 8 772                                      | 397                                        |
| Anm.: Breviks tätort sammanvuxen med Lidingö tätort 2015. |                                            |                                            |                                            |                                            |

### Historiska bilder

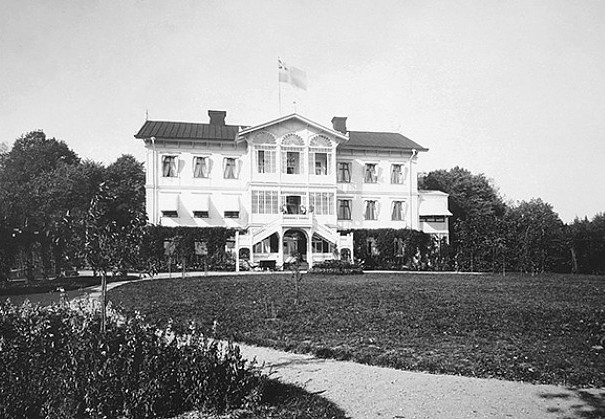
Breviks gård, huvudbyggnad från söder, 1900.
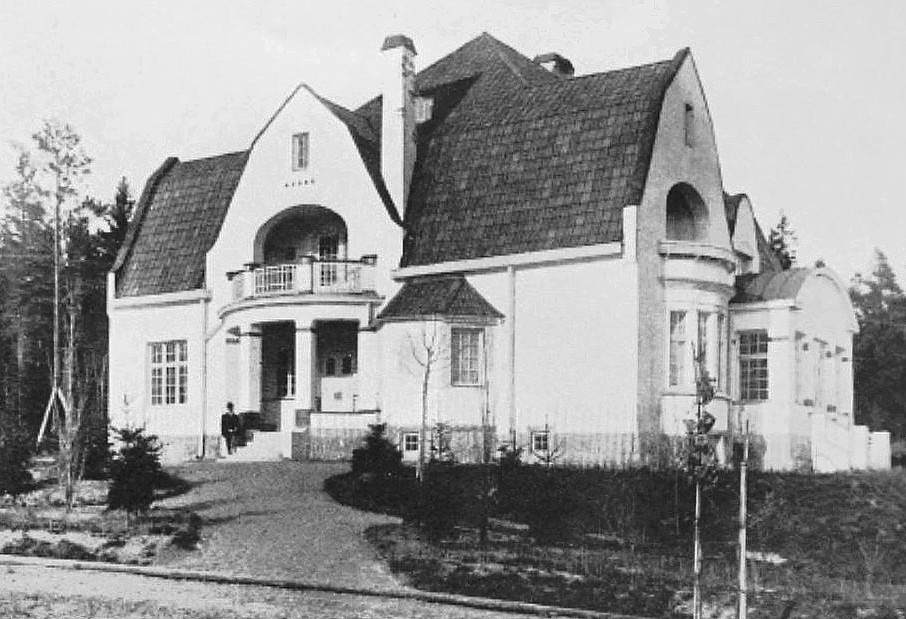
Abeniuska Villan, 1913.
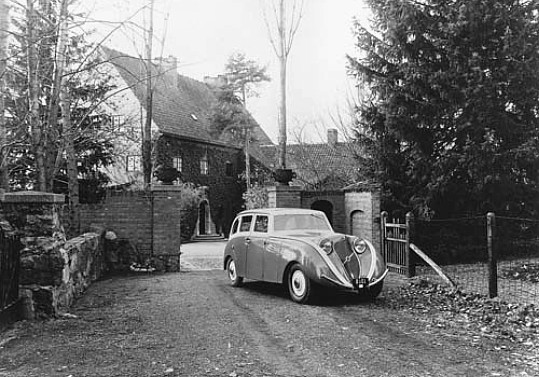
Villa Roskull 1933 med konceptbilen Venus Bilo.
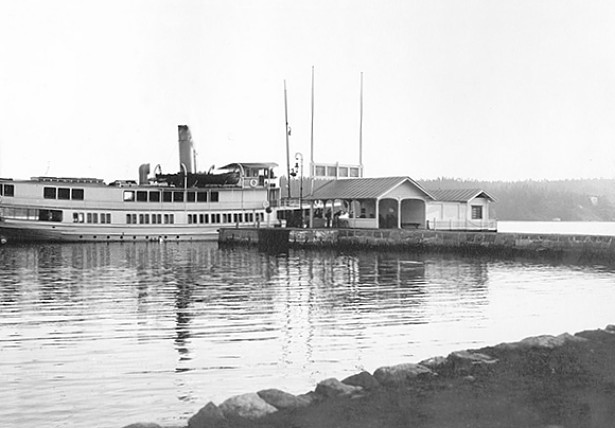
Breviks Centralbrygga med S/S Brevik, 1909.
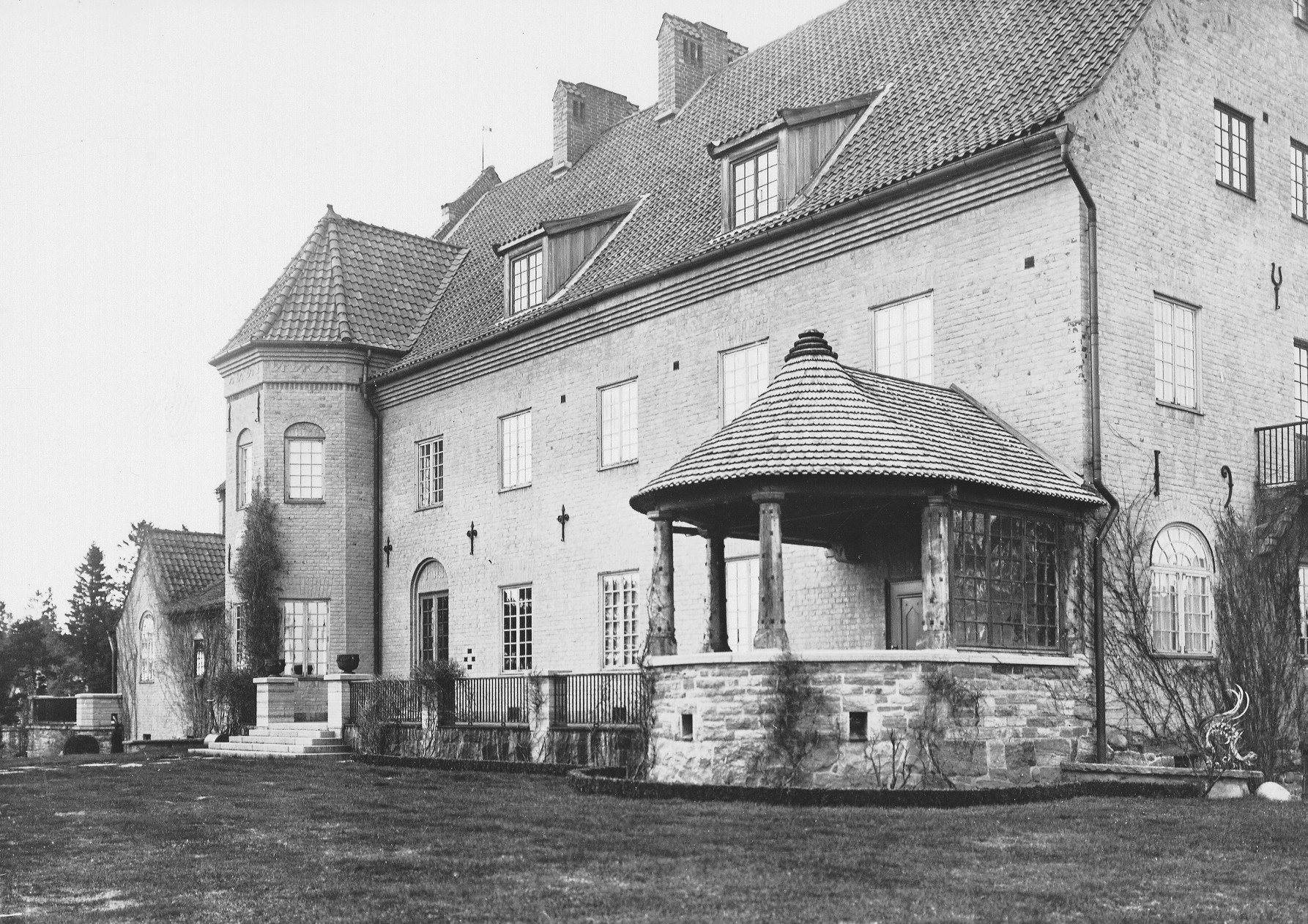
Villa Högberga 1926.

## Bebyggelse i stadsdelen/delområdet Brevik
Brevik är ett av de mest villatäta områdena på Lidingö och uppvisar en blandning av större villor från 1900-talets början men i huvudsak "moderna" villor från 1960-talet och framåt. Det finns dock ett undantag och det är flerbostadshuset i kvarteret Blocket som byggdes 1912–1914 vid spårvagnshållplatsen Brevik. Blocket är därmed ett av Lidingös äldsta hyreshus. Byggnaden har drag av både jugend som nationalromantik och ritades av Ivar Nyqvists arkitektbyrå.
Längst i väster märks Östra Mölna radhusområde från 1960- och 1970-talen vilket klassas av kommunen som kulturhistoriskt ”omistlig”. I öster ligger Breviks hamn och brygga där Breviks Båtsällskap har sin verksamhet sedan 1929. Villorna är främst koncentrerade till den södra sidan mot Halvkakssundet. Mest kända byggnad är konferensgården Högberga gård, ursprungligen uppförd 1916 som privatbostad för Klas Fåhraeus och Olga Björkegren efter ritningar av arkitekt Carl Westman. Fastigheten är sedan 1985 skyddat som byggnadsminne.
Strax intill, vid Höguddsvägen 38 ligger Villa Högudden från 1876, även den ett byggnadsminne. Den tredje byggnadsminnesmärka villan i Brevik är Villa Klippudden från 1910. Byggherre var Otto Gripensvärd som lät uppföra villan efter egna ritningar. Ytterligare en villa av intresse är Villa Roskull (även kallad Villa Ericsson) belägen vid Roskullsvägen 2 och uppförd 1912 för ingenjören Gustaf L.M. Ericsson. Byggnaden går i samma tunga stil som Högberga och ritades av  Torsten Stubelius och Sigurd Lewerentz. Bland tidiga jugendvillor kan nämnas Abeniuska Villan vid Östra Allén 6 uppfört 1910 för villastadens grundare Allan Abenius och ritad i jugendstil av arkitekterna Ferdinand Boberg och Bror Almquist på uppdrag av Abenius.
En yachthamn anlades 1911 i anslutning till Breviks centralbrygga. Hamnen var 130 meter lång och cirka 75 meter bred. Här byggdes också ett kallbadhus och man planerade även för en mindre restaurang, allt ritat av arkitekt Boberg. Kvar är endast den äldre tidstypiska ångbåtsväntsoffan från tidigt 1900-tal, med sadeltak och lövsågade snickerier.

Kulturhistoriskt värdefulla byggnader (urval)
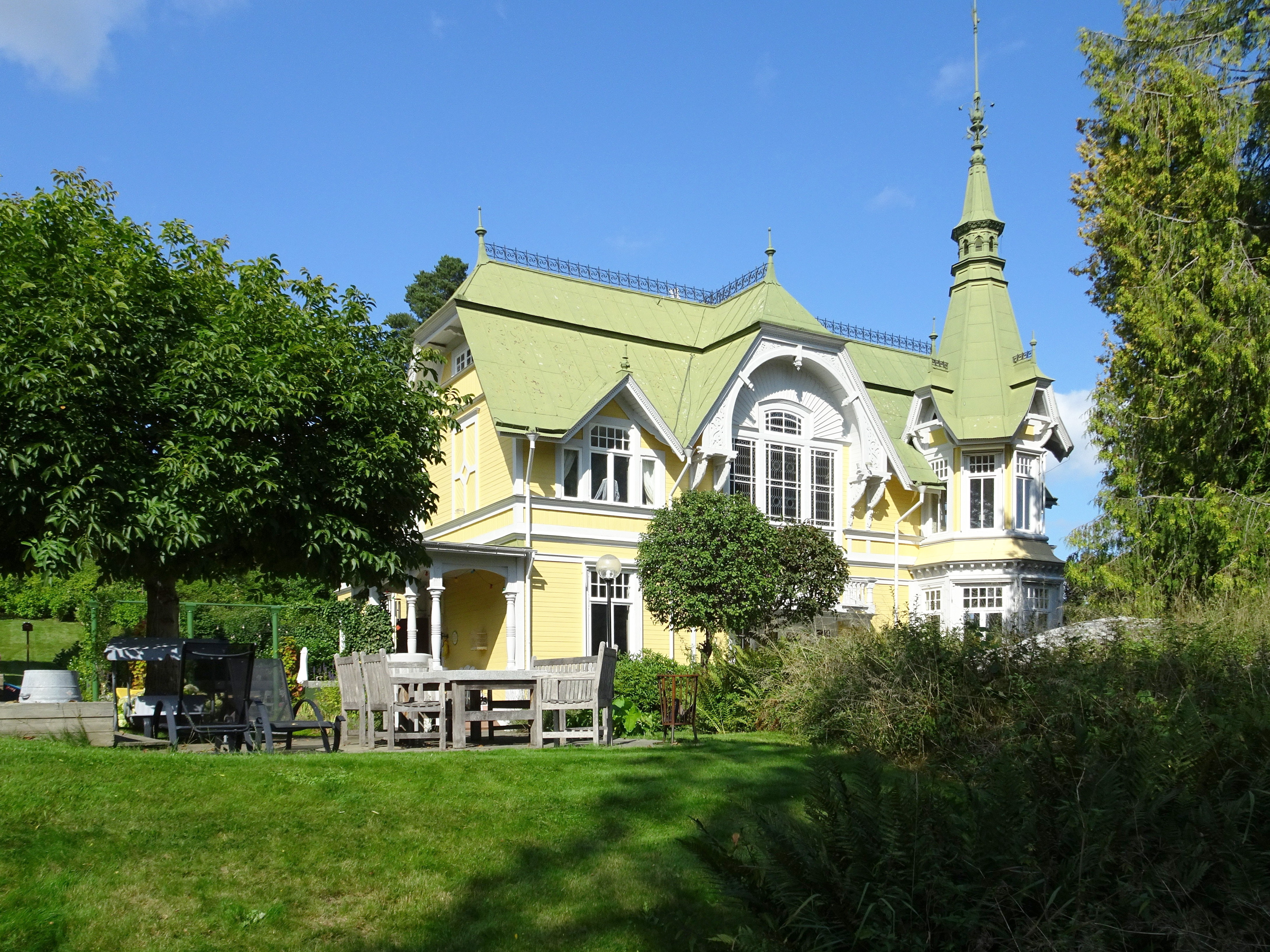
Villa Högudden.
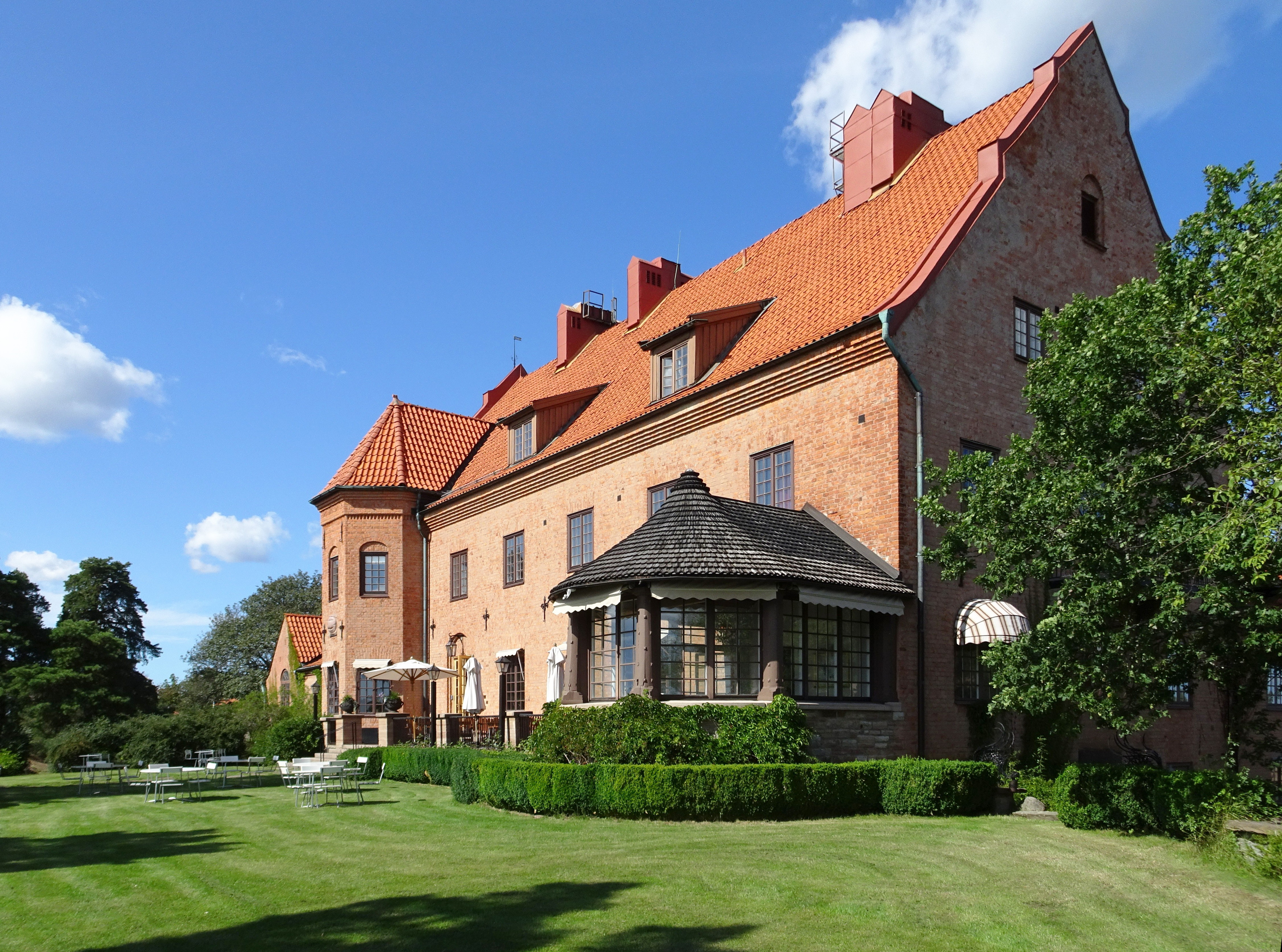
Villa Högberga.
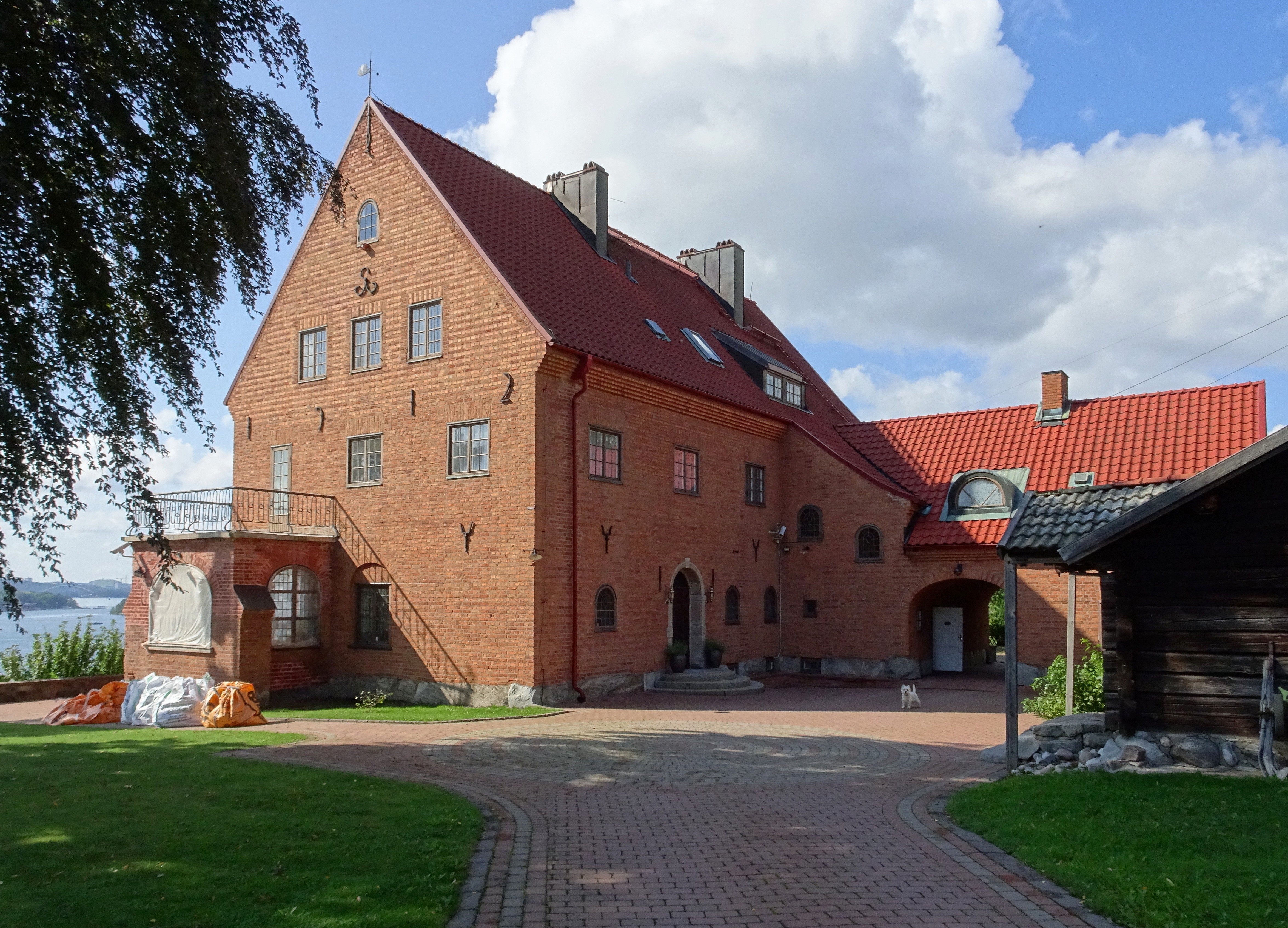
Villa Ericsson / Villa Roskull.
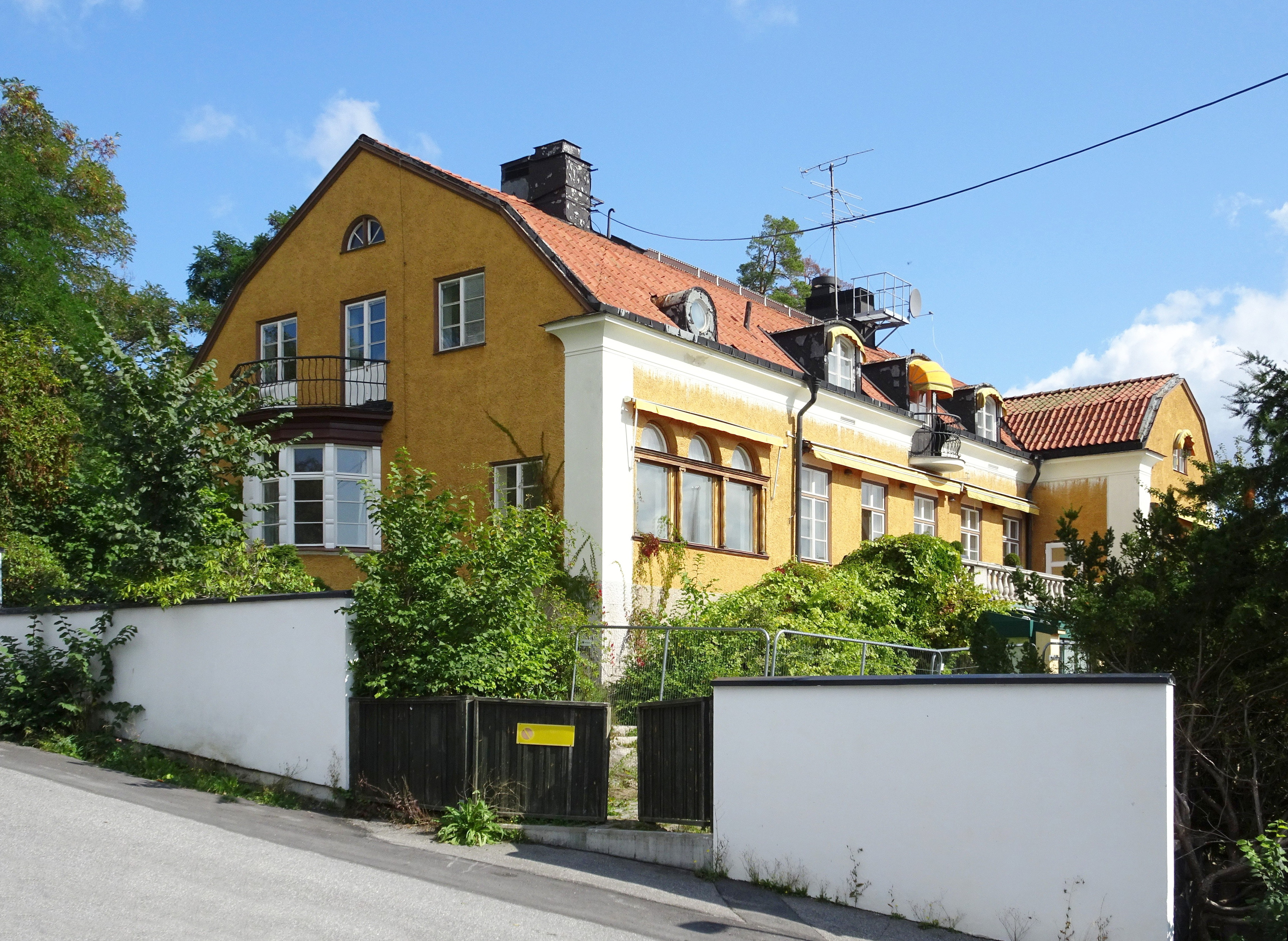
Villa Brevik.
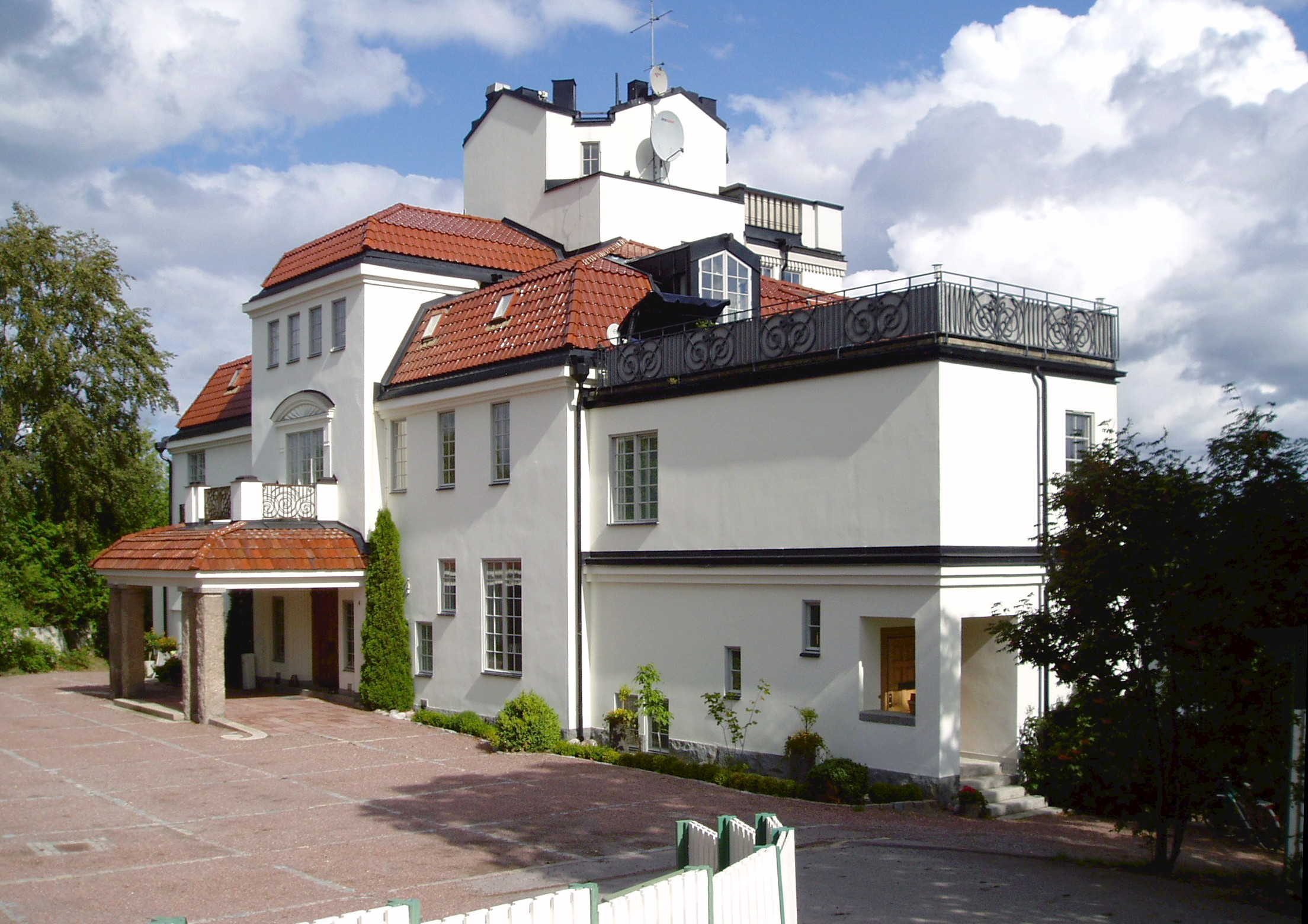
Villa Klippudden.

Vid Södra Kungsvägen 254 ligger en tidigare konferensanläggning kallad Villa Brevik. Huvudbyggnaden till Villa Brevik uppfördes 1920 för häradshövdingen Franz Stolt och ritades av Jacob Gate. Redan 1924 var Stolt tvungen att sälja sin villa. Därefter växlade privata ägare i snabb takt. 1958 övertogs fastigheten av HSB för att användas som utbildningsanläggning inom HSB. Anläggningen omvandlades 1992 från en HSB-skola till en ordinär affärsdrivande konferensanläggning och bytte 1993 namn till Villa Brevik. 1997 såldes anläggningen till Christopher Bailey som utvecklat anläggningen ytterligare under åren fram till 2003 med bland annat fler hotellrum, 150 m² stor vinterträdgård, relaxavdelning, utbyggd pub och stor vinkällare. År 2020 revs samtliga tillbyggnader tillkomna efter 1920, ursprungsvillan fick vara kvar och är i gällande detaljplan q-märkt. På tomtens övriga ytor byggs sex friliggande en- eller två bostadshus som skall stå inflyttningsklara under år 2022.

### Breviks alléer
Till Breviks stora trädgårds- och parkanläggning hörde flera alléer som namngav dagens  Västra Allén, Stora Allén och Östra Allén. År 2020 beslöt Lidingö kommun att Stora Allén skall restaureras. Allén har anor från 1800-talet och anlades under Jean Bolinders tid, troligen på initiativ av hans hustru. Den gamla allén var cirka 600 meter lång och dubbelsidig planterad och slutade i en brygga. Av den ursprungliga växtligheten är numera i stort sett allt borta, förutom några enstaka silverpopplar. Den nya allén blir kortare (cirka 350 meter) och planteras under 2021 med två sorters avenbok och smalkronig silverlönn.
| Breviks Stora Allén 1940 och 2021, vy mot norr från ungefär samma plats. |  | Breviks Stora Allén 1940 och 2021, vy mot norr från ungefär samma plats. |
| Breviks Stora Allén 1940 och 2021, vy mot norr från ungefär samma plats. |  |                                                                          |

### Övrig bebyggelse och verksamheter (urval)
- Breviks centrum, ett mindre köpcentrum med omkringliggande flerbostadshus, byggda på 1980-talets slut.
- Breviks Båtsällskap (bildat 1929) med småbåtshamn i Breviks hamn.
- Breviks brygga och Breviks hamn med Ferdinand Bobergs väntkur.
- Breviks fotbolls- och tennisplan.
- Breviks kyrka.
- Breviksbadet.
- Breviks vatten- och elverk.
- Högberga vinfabrik.

### Bilder

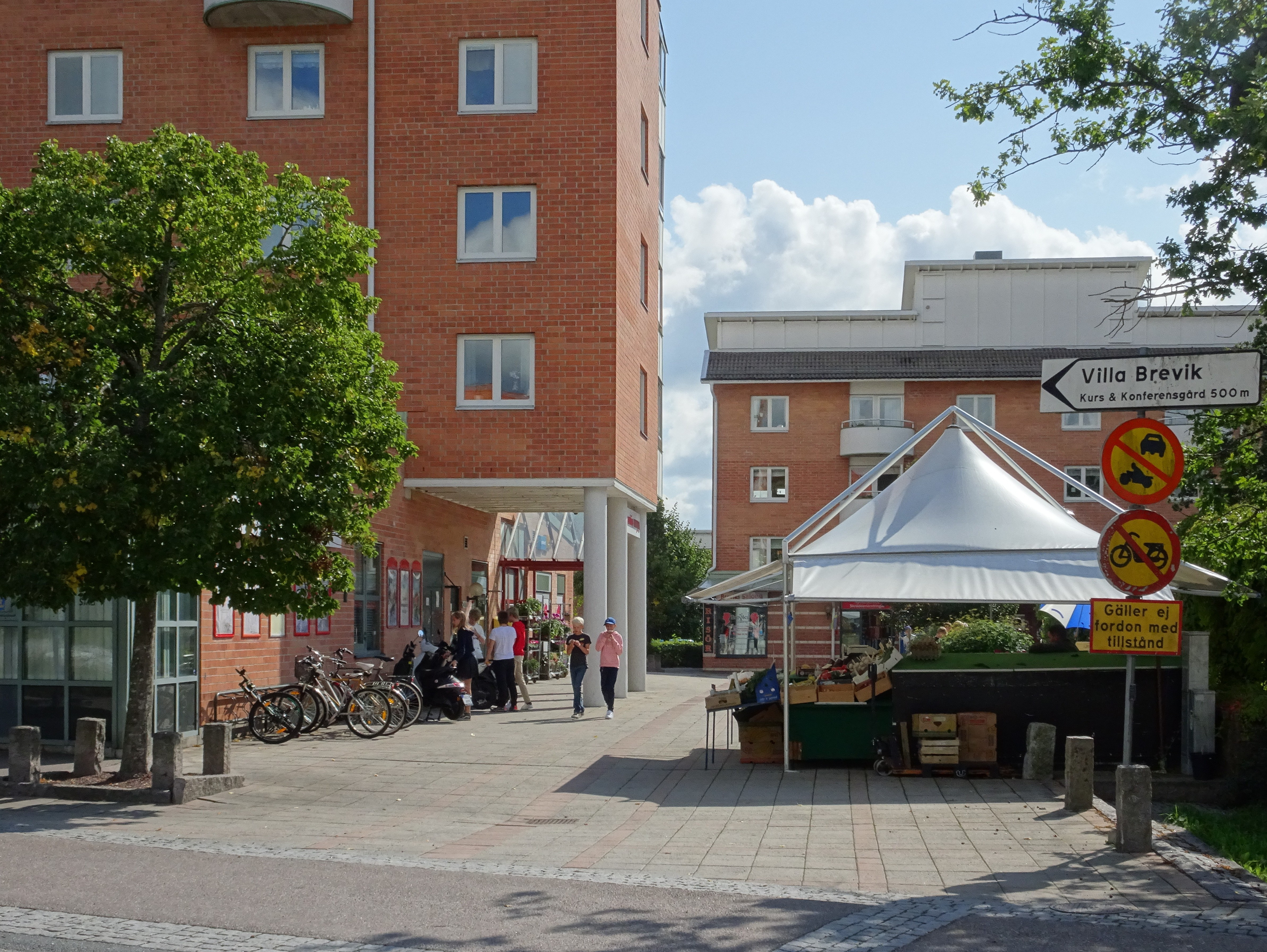
Brevik centrum.
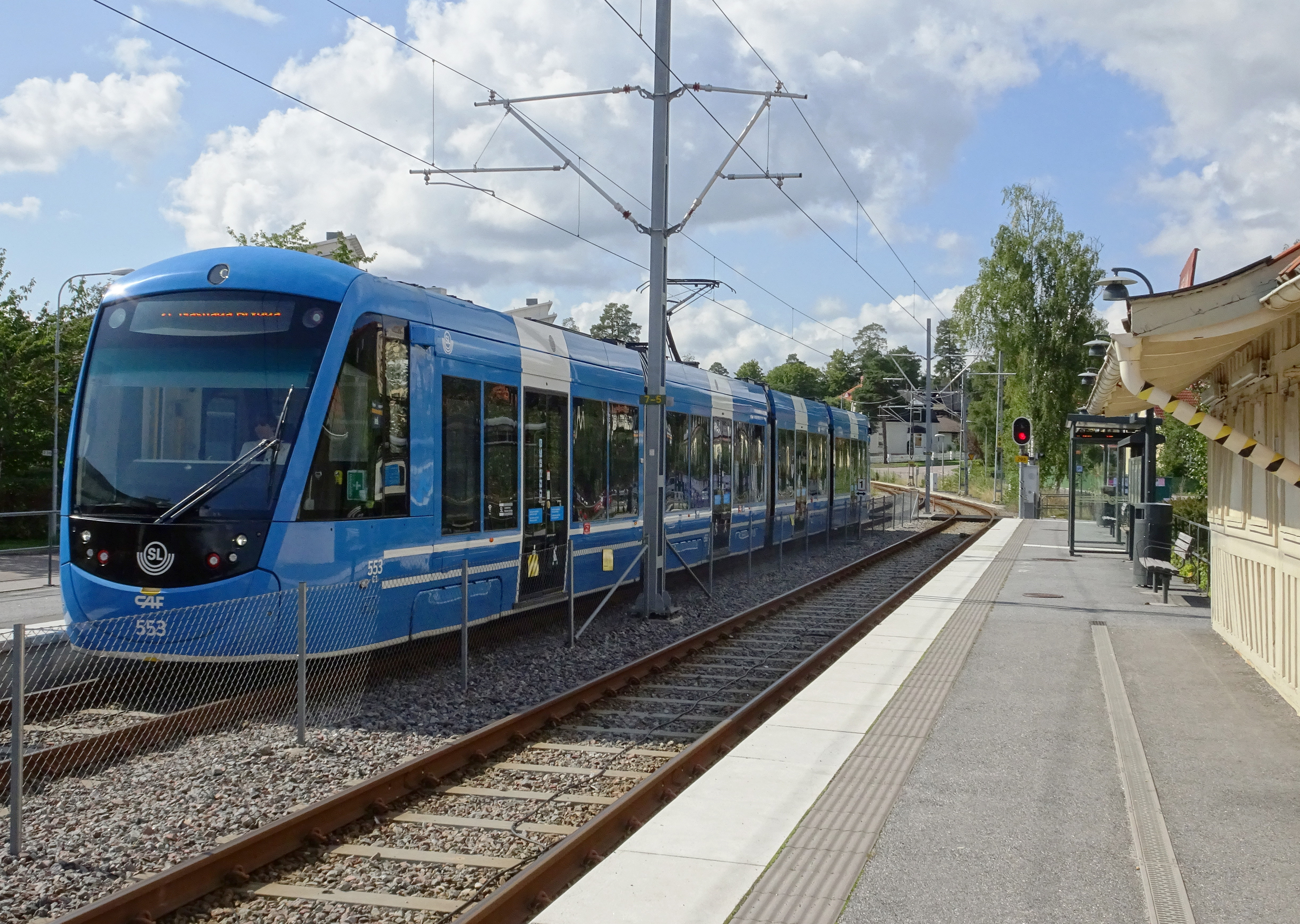
Brevik hållplats.
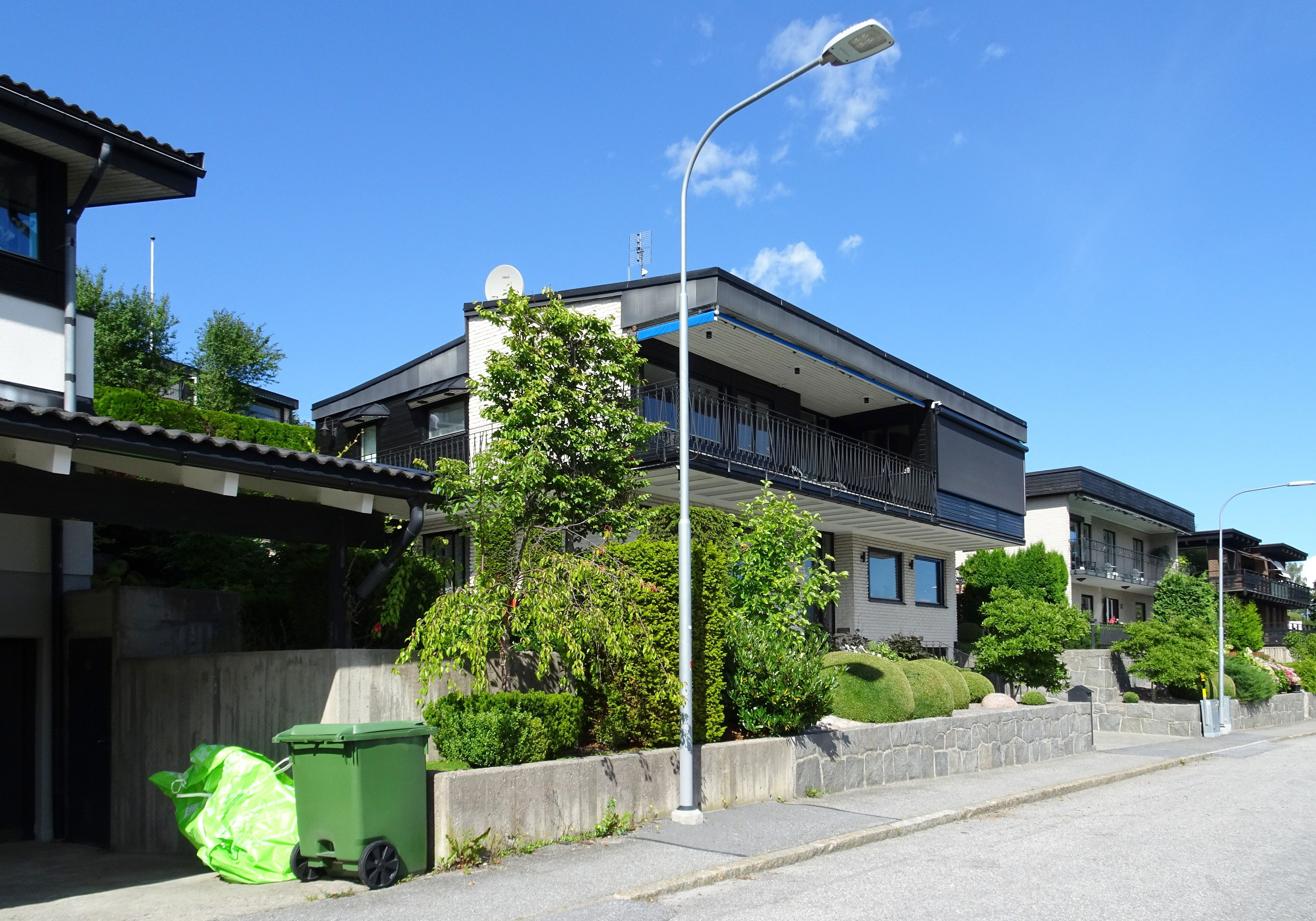
Moderna villor vid  Höguddsvägen.
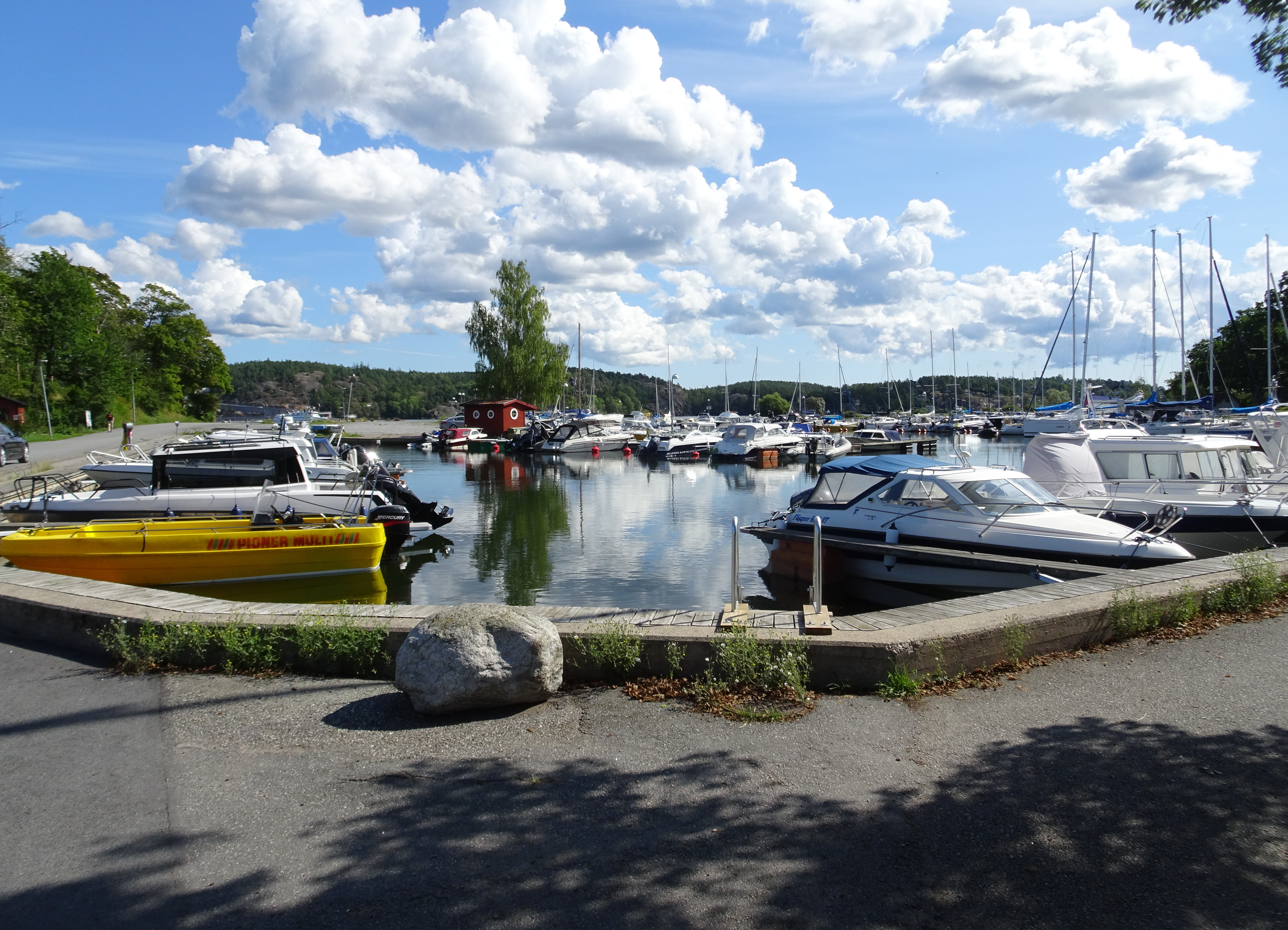
Breviks Båtsällskap i Breviks hamn.
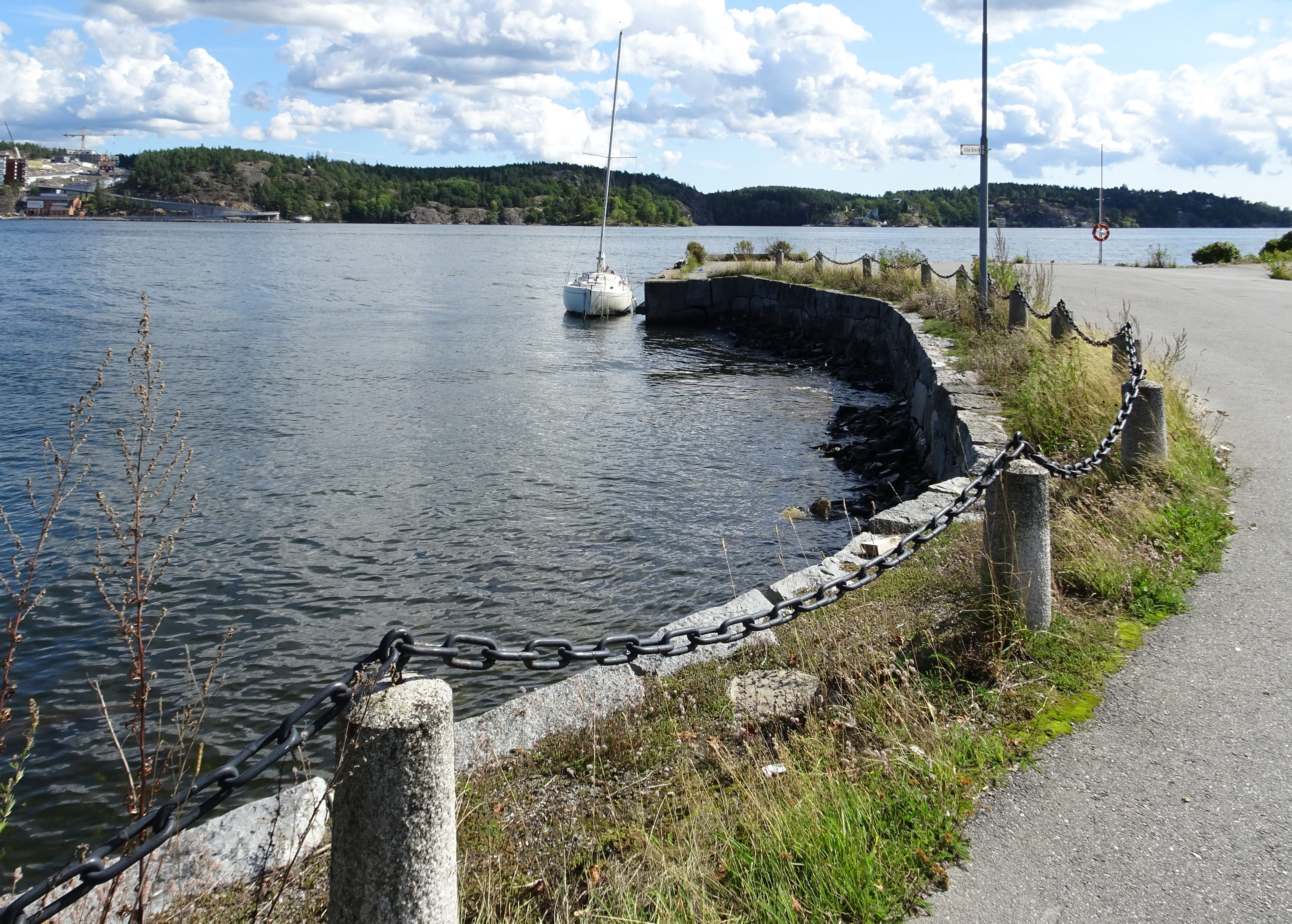
Breviks brygga i Breviks hamn.
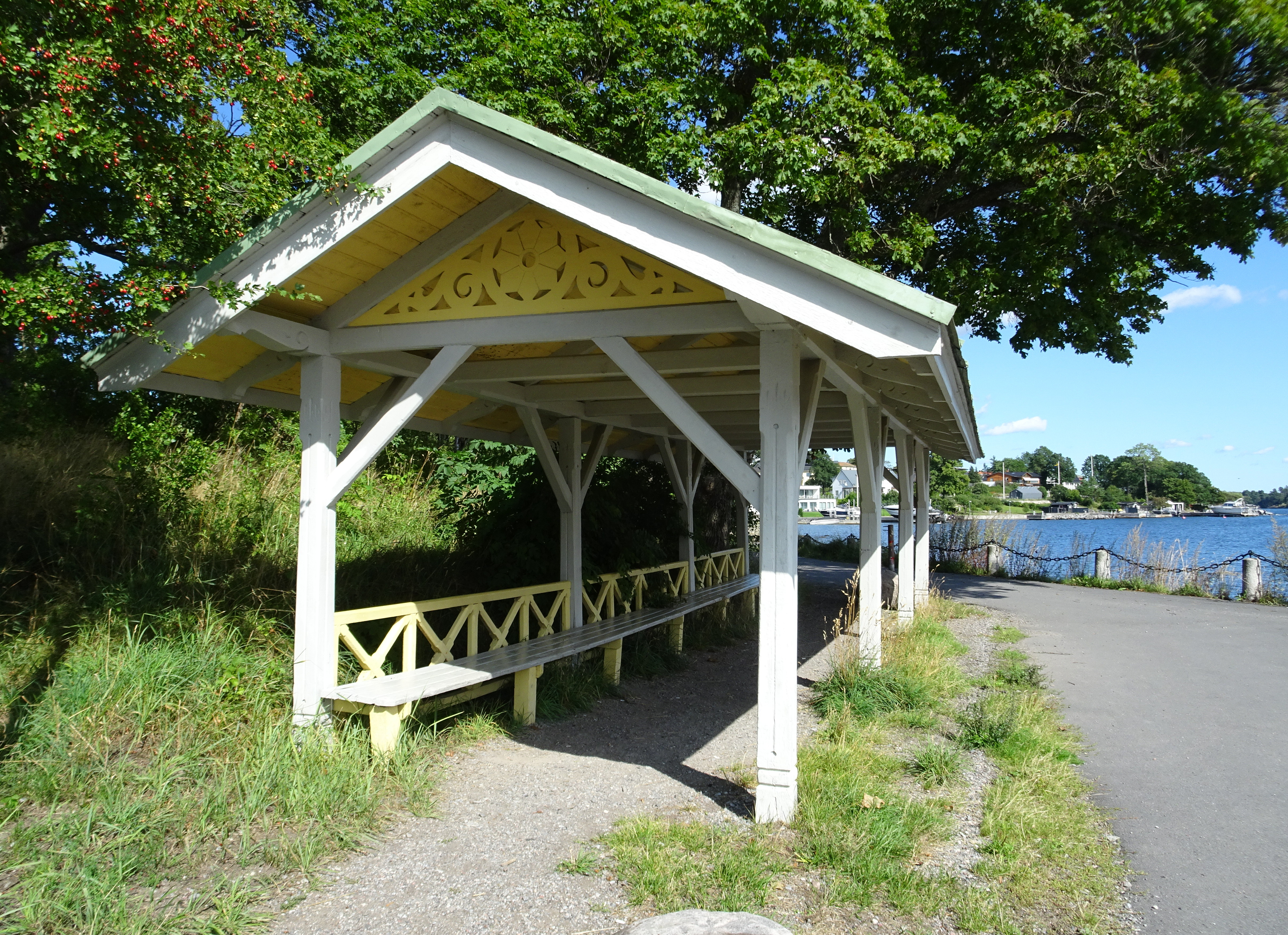
Breviks hamn, Ferdinand Bobergs ångbåtsväntsoffa från tidigt 1900-tal.

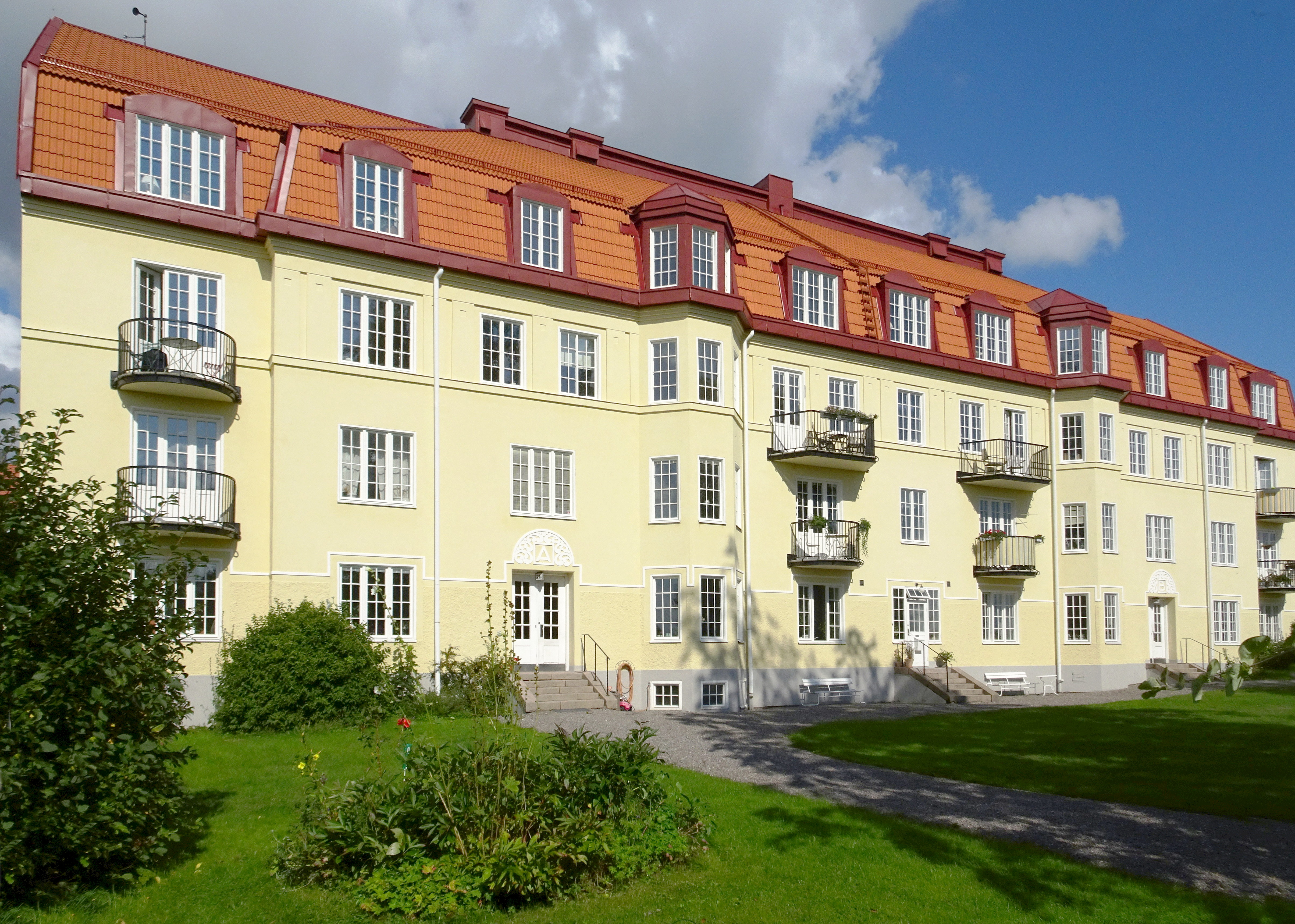
Flerbostadshuset Blocket.
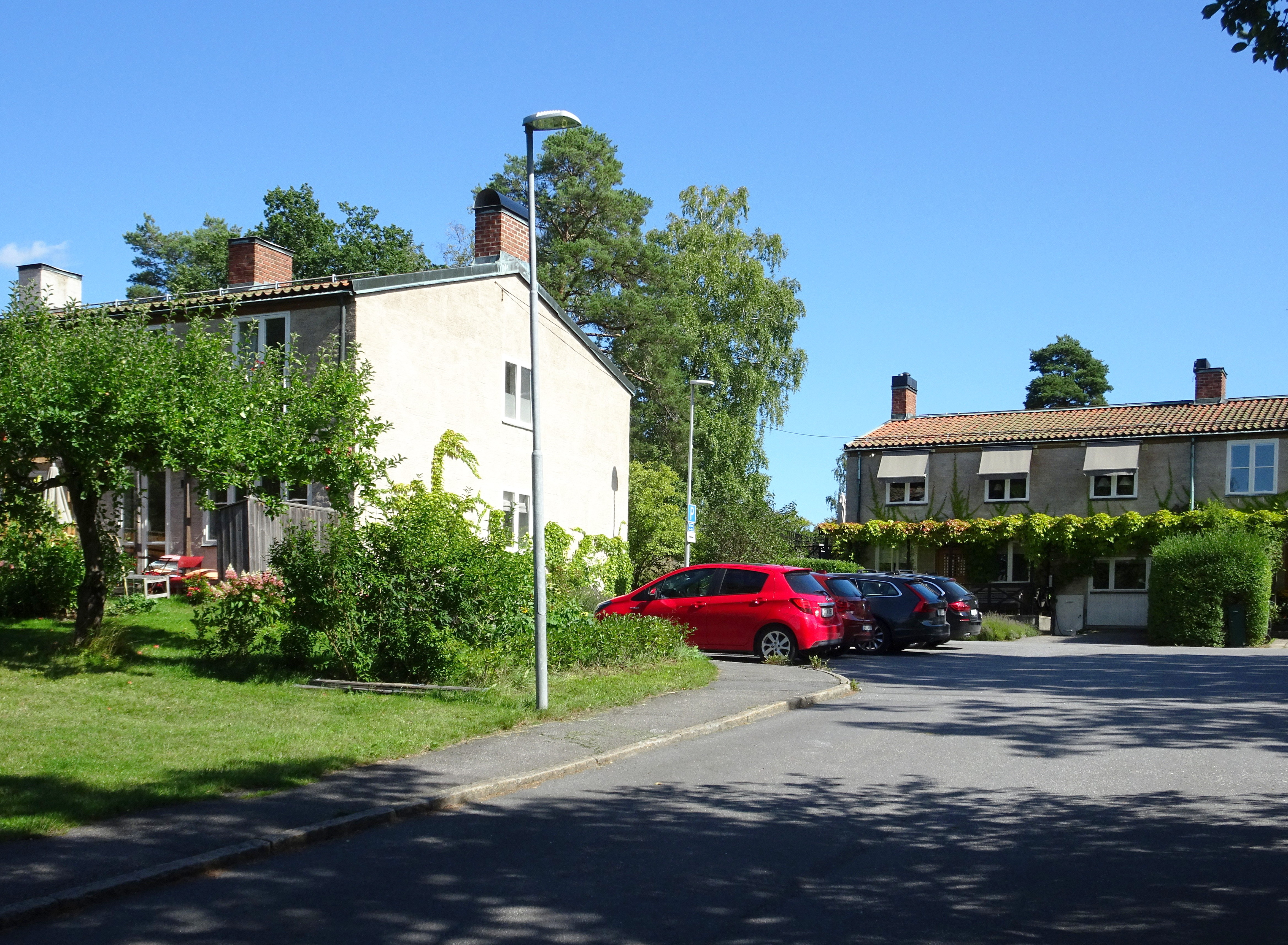
Östra Mölna radhusområde.
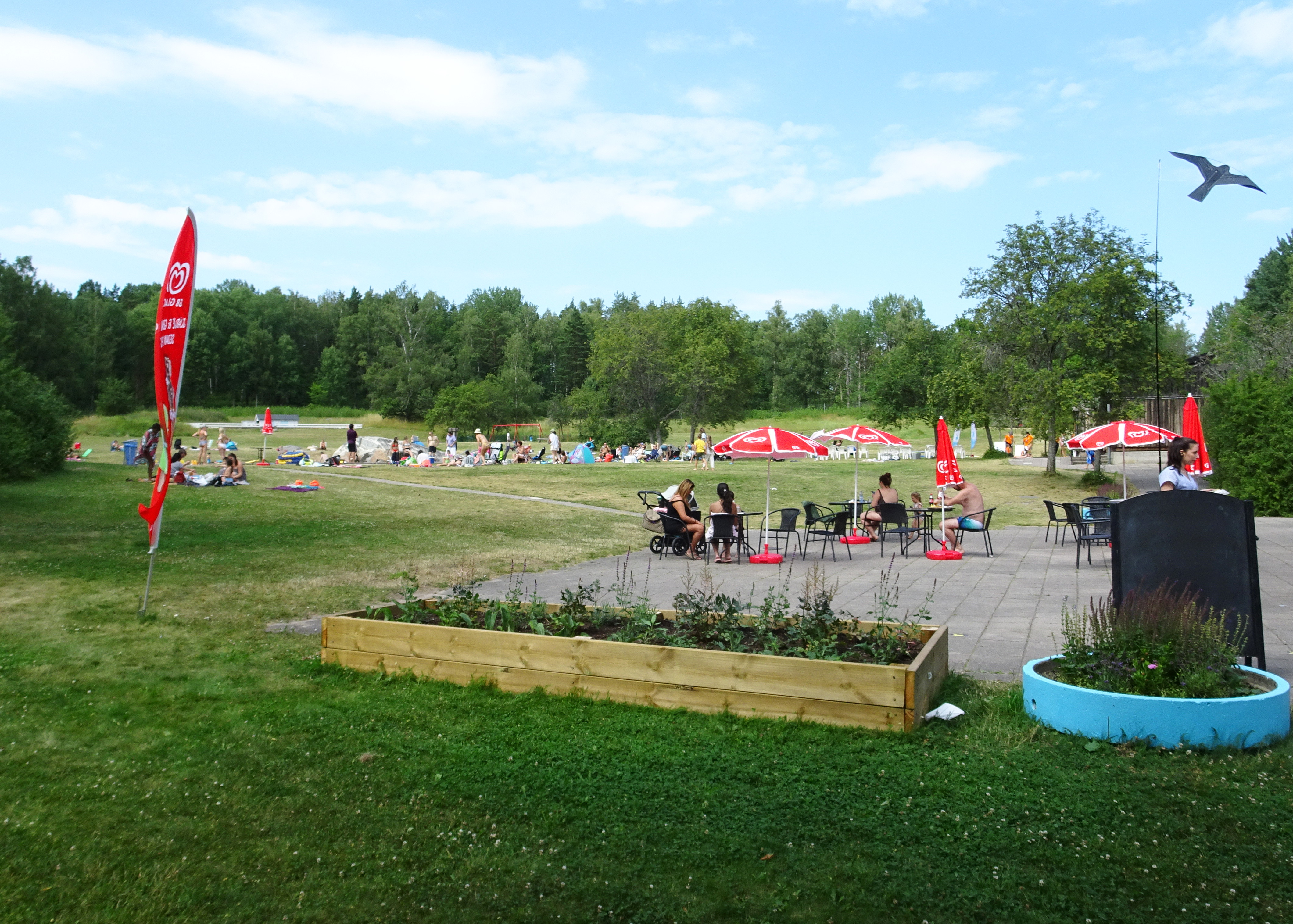
Breviksbadet
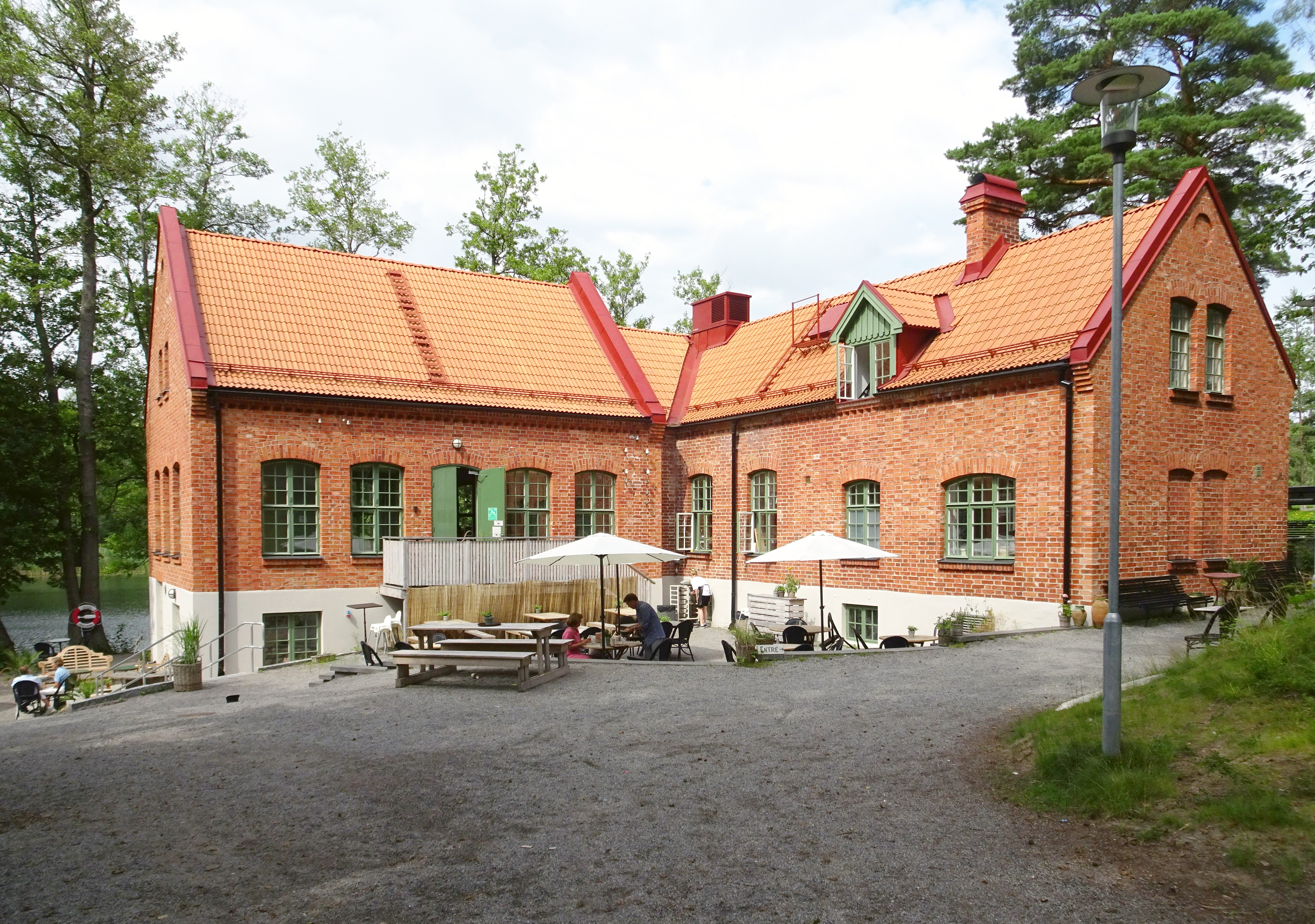
Före detta Breviks vatten- och elverk vid Kottlasjön.
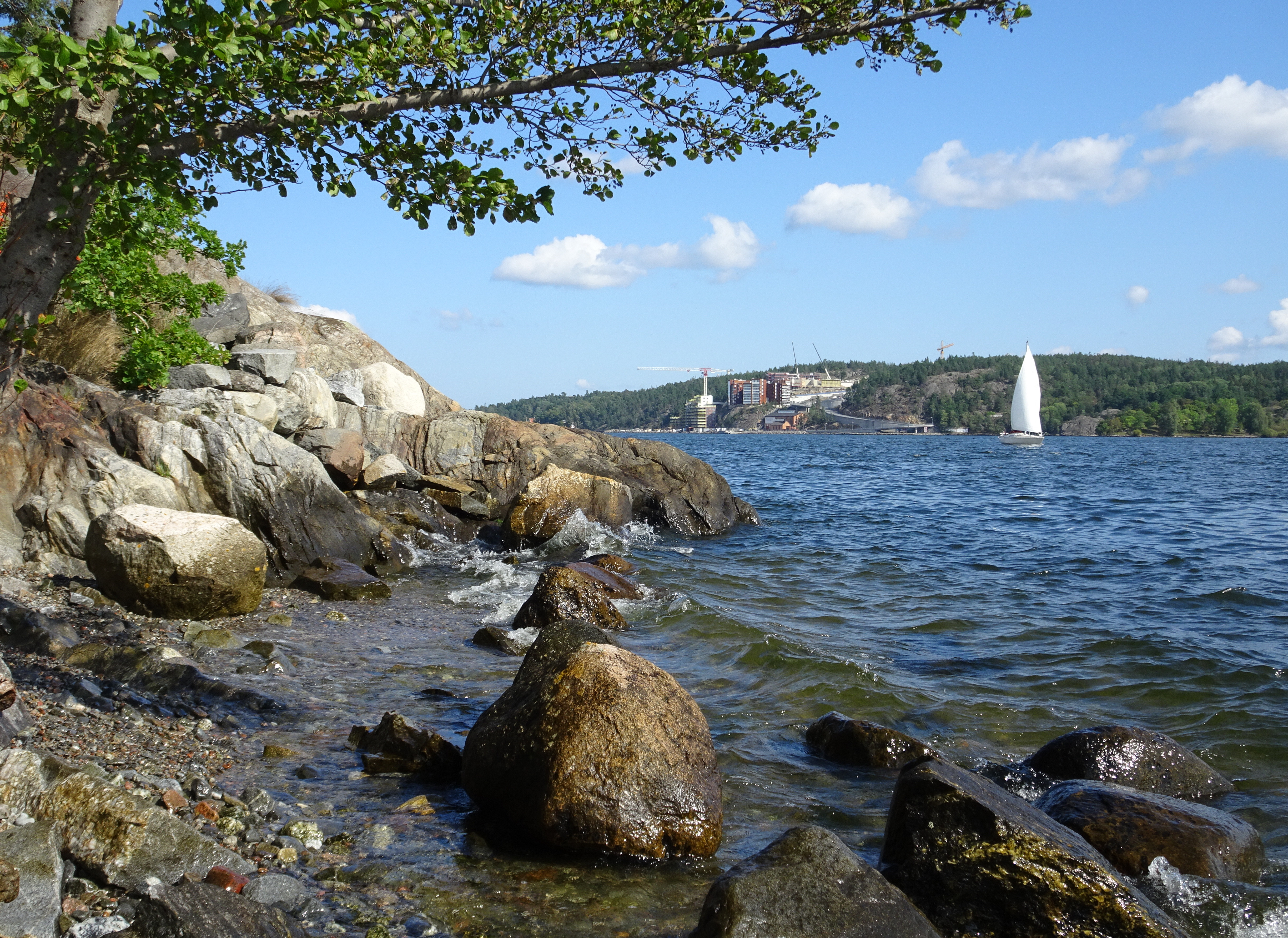
Breviks strandpromenad med vy över Halvkakssundet.

## Kommunikationer
Lidingöbanan har två hållplatser i stadsdelen: Brevik och Högberga. Gåshagaleden går strax norr om Brevik med två anslutningar till stadsdelen.